# Linares (Proaza)
Linares (Llinares en asturiano y oficialmente) es una aldea y parroquia del concejo asturiano de Proaza. Está situado en la parte noroccidental del concejo, tiene una extensión de 4,34 km² y una población de 49 habitantes (INE,2013) aunque en los fines de semana y verano regresan  muchos de los que abandonaron el pueblo en los 60 y 70 buscando un futuro mejor en los centros industriales del centro de Asturias o sus descendientes.